# Большое Брагино
Большое Брагино — деревня в Шегарском районе Томской области. Входит в состав Трубачёвского сельского поселения.

## История
Основана в 1600. В 1926 году состояла из 79 хозяйств, основное население — русские. В составе Мало-Брагинского сельсовета Богородского района Томского округа Сибирского края.

## Население
| 1926 | 2010 | 2012 | 2013 | 2014 | 2015 | 2021 |
| ---- | ---- | ---- | ---- | ---- | ---- | ---- |
| 353  | ↘5   | ↘2   | ↘1   | →1   | →1   | ↘0   |